# Brus (Servië)
Brus (Servisch: Брус) is een gemeente in het Servische district Rasina.
Brus telt 18.764 inwoners (2002). De oppervlakte bedraagt 606 km², de bevolkingsdichtheid is 31 inwoners per km².

## Plaatsen in de gemeente
| - Batote - Belo Polje - Blaževo - Bogiše - Bozoljin - Boranci - Botunja - Brđani - Brzeće - Brus - Budilovina - Velika Grabovnica - Vitoše - Vlajkovci - Gornje Leviće | - Gornji Lipovac - Grad - Gradac - Graševci - Domiševina - Donje Leviće - Donji Lipovac - Drenova - Drtevci - Dupci - Đerekari - Žarevo - Žilinci - Žiljci - Žunje | - Zlatari - Igroš - Iričići - Kneževo - Kobilje - Kovizla - Kovioci - Kočine - Kriva Reka - Lepenac - Livađe - Mala Vrbnica - Mala Grabovnica - Milentija - Osredci | - Paljevštica - Ravni - Ravnište - Radmanovo - Radunje - Razbojna - Ribari - Stanulovići - Strojinci - Sudimlja - Tršanovci - Čokotar - Šošiće |